# Comité Bancário Europeu
O Comité Bancário Europeu (CBE) foi um grupo consultivo independente para a supervisão bancária na União Europeia (UE), criado pela Comissão Europeia em 2004 pela Decisão 2004/5/CE, que foi revista em 23 de janeiro de 2009. Era constituído por altos representantes das autoridades de supervisão bancária e dos bancos centrais da UE. O Comité foi sucedido pela Autoridade Bancária Europeia (ABE) em 1 de janeiro de 2011, sendo assumidas todas as suas tarefas e responsabilidades existentes e em curso por esta nova entidade.
Os países membros do Espaço Económico Europeu (EEE) que não eram membros da UE participavam como observadores permanentes.

## Funções
As suas funções eram:
- Aconselhar a Comissão Europeia, a pedido desta, ou dentro de um prazo que a Comissão pudesse ter definido, em função da urgência da questão ou por iniciativa própria do Comité, em particular no respeitante à preparação de medidas em projeto no âmbito das atividades de concessão de empréstimos.
- Contribuir para a aplicação coerente das diretivas da UE e para a convergência das práticas de supervisão financeira em todos os seus Estados-membros.
- Melhorar a cooperação em matéria de supervisão, incluindo a troca de informações.